# Ricardo Estigarribia
Ricardo Adolfo Estigarribia Medina (1 de septiembre de 1981) es un político paraguayo. Desde 2023 es gobernador del departamento Central, por el Partido Liberal Radical Auténtico. Anteriormente fue intendente de Villa Elisa, de 2015 a 2022.

## Biografía
Nació el 1 de septiembre de 1981 en el departamento Central. Está casado y tiene cuatro hijos.

## Trayectoria política

### Intendente de Villa Elisa (2015-2022)
Fue electo en las elecciones municipales de 2015, sucediendo al también liberal Líder Amarilla.
En 2021 renunció brevemente al cargo para poder candidatarse a un segundo término en las elecciones municipales de ese año, siendo reelecto fácilmente.
En 2022 renunció a la intendencia para candidatarse a gobernador de Central en las elecciones generales de 2023. Lo sucedió su hermano, Sergio Estigarribia.

### Gobernador de Central (2023-)
En las elecciones generales de 2023 fue electo gobernador del departamento Central.